# Thư thứ hai gửi tín hữu Thêxalônica
Thư thứ hai gửi tín hữu Thêxalônica (thường được viết là 2 Thêxalônica hoặc 2 Tx) là một phần của Tân Ước. Dựa vào phần mở đầu: "Chúng tôi là Phaolô, Xinvanô và Timôthê, kính gửi Hội Thánh Thêxalônica ở trong Thiên Chúa là Cha chúng ta, và trong Chúa Giêsu Kitô." (2 Tx 1:01) và phần kết thúc: "Chính tôi, Phaolô, tự tay viết lời chào này. Đó là chữ ký trong tất cả các thư của tôi. Tôi viết như thế đó. Chúc tất cả anh em được đầy ân sủng của Đức Giêsu Kitô, Chúa chúng ta" (2 Tx 3:17), người ta tin rằng bức thư này là của Phaolô. Nhiều học giả Kinh Thánh chấp nhận thời gian biên soạn thư này là khoảng giữa năm 52-54 CN, ngay sau Thư thứ nhất gửi tín hữu Thêxalônica.

## Các Bản Dịch Việt Ngữ
- Thư 2 gửi tín hữu Thê-xa-lô-ni-ca (Nhóm Phiên dịch CGKPV) - Ủy ban Kinh Thánh, Hội đồng Giám mục Việt Nam
- II Tê-sa-lô-ni-ca - Thư Viện Tin Lành.